# Hazyview
Hazyview ist eine Stadt in der südafrikanischen Provinz Mpumalanga. Sie liegt in der Gemeinde City of Mbombela im Distrikt Ehlanzeni. Östlich der Stadt liegt der Kruger-Nationalpark.

## Geographie
2011 hatte Hazyview 4236 Einwohner. Der Sabie fließt in West-Ost-Richtung durch den Ort.

## Geschichte
In dem Gebiet herrschte einst das Oberhaupt Magashula. 1845 siedelte sich östlich von dessen Kraal, nahe dem heutigen Phabeni Gate, der portugiesische Kaufmann João Albasini an; es war vermutlich die erste europäische Ansiedlung im Lowveld. Heute leben in dem Ort über 40 % Weiße. Der Ort erhielt seinen Namen (deutsch etwa: „Dunstblick“) nach dem Dunst, der im Sommer häufig auftritt.

## Wirtschaft und Verkehr
Rund um Hazyview werden aufgrund des subtropischen Klimas und der fruchtbaren Böden Bananen und Macadamia angebaut. Eine weitere Einnahmequelle ist der Tourismus. Vor allem östlich der Stadt, nahe dem Kruger-Nationalpark, liegen mehrere Wildreservate.
Hazyview liegt an der Regionalstraße R40, die in nord-südlicher Richtung unter anderem von Bushbuckridge über Hazyview nach White River führt. Die R535 verbindet Graskop im Westen mit Hazyview, die R536 Sabie im Südwesten mit dem etwa acht Kilometer entfernten Phabeni Gate des Kruger-Nationalparks im Osten. Unmittelbar östlich von Hazyview liegt der Hazyview Airport (IATA-Bezeichnung HZV), der nicht im Linienverkehr bedient wird.